# La Bibliothèque de Madame Dai
La Bibliothèque de Madame Dai  là nhà hàng kiêm bảo tàng tại địa chỉ 84A Nguyễn Du, Thành phố Hồ Chí Minh, Việt Nam. Đây vốn là thư viện ở Sài Gòn thuộc sở hữu của Bà Nguyễn Phước Đại, cựu luật sư và chính trị gia về hưu thời Việt Nam Cộng hòa, mãi sau này bà mới chuyển đổi thư viện thành nhà hàng của riêng mình vào tháng 4 năm 1975. Tổng thống Pháp François Mitterrand từng ghé qua dùng bữa tại nhà hàng này vào năm 1991.
Nhà hàng này còn có cả một bảo tàng chuyên trưng bày "những mảnh gốm sứ Việt Nam, nhiều tác phẩm điêu khắc đền thờ xuất xứ từ Vương quốc Chăm Pa trước thế kỷ 15, một số đồ cổ tinh xảo của Trung Quốc, một ngôi chùa lớn của Campuchia, một bức bình phong Việt Nam và một cái đĩa sứ Imari lớn của Nhật Bản".
Người ta tin rằng nhà hàng này đã phải đóng cửa vào giữa thập niên 2000 từ sau cái chết của Bà Nguyễn Phước Đại.